# Lothar Köster (Politiker)
Lothar Köster (* 15. März 1944 in Langstedt, Schleswig-Holstein) ist ein deutscher Sozialarbeiter und Politiker (SPD).

## Leben
Nach dem Erreichen der Mittleren Reife war Köster sechs Jahre lang Soldat auf Zeit bei der Luftwaffe der Bundeswehr. Danach studierte er Sozialarbeit in Darmstadt und erreichte 1970 das Staatsexamen. Es folgte ein Jahr Familien- und Gesundheitsfürsorge am Staatlichen Gesundheitsamt Memmingen. Danach war er in der Erwachsenenbildung als Sozialsekretär im Kirchlichen Dienst in der Arbeitswelt (KDA) der Evangelisch-Lutherischen Kirche in Bayern an der Außenstelle Augsburg und Ingolstadt/Neuburg tätig. Es folgten eine Fortbildung in Methoden der Freizeit- und Kommunikationsberatung sowie in Mediation. 
Köster war Mitglied der Projektgruppe „Welt von morgen“ der DEAE im Auftrage des Bundesministers für Bildung und Wissenschaft sowie ehrenamtlich tätig im Bereich der kommunalen und evangelischen Filmarbeit und als Fachberater für Medienpädagogik im Regierungsbezirk Schwaben. Von 1993 bis 2008 leitete er die Freizeit- und Bildungsstätte „Haus der Senioren“ der Stadt Kempten und begründete in dieser Zeit die Seniorenakademie und den „Tag der Senioren“.
Köster ist seit 1970 in Kempten (Allgäu) wohnhaft und zog dort 1972 in den Stadtrat ein. Von 1982 bis 1986 war er Mitglied des Bayerischen Landtags. Von 2008 bis 2020 war er wieder Mitglied des Stadtrats. Er war als Beauftragter des Stadtrats für das Seniorenpolitische Gesamtkonzept der Stadt Kempten und den kommunalen Aktionsplan zur Umsetzung der UN-Behindertenrechtskonvention „Miteinander inklusiv Kempten - MIK“ verantwortlich.